# Oleg Prepeliţă
Pas d'image ? Cliquez ici

a Compétitions nationales et continentales officielles uniquement.

b Matchs officiels uniquement.
Dernière mise à jour le 7 janvier 2022.
Oleg Prepeliţă, né le 19 juillet 1983, est un joueur moldave de rugby à XV qui évolue au poste de troisième ligne.  

## Biographie
Il découvre le rugby sur le tard, à l'âge de 14 ans. A 16 ans, il part en Roumanie rejoindre le Dinamo Bucarest, avec qui il remporte le titre national.
Il signe ensuite un contrat en Pologne, avec l'Arka Gdynia (en), pour un montant de 600 USD. Après son passage en Pologne, il part au Portugal et rejoint le SL Benfica, où il reste deux saisons.
On le retrouve ensuite de nouveau en Roumanie, mais cette fois ci avec le Steaua Bucarest, qu'il conduit en finale du championnat de Roumanie en 2007, et en finale de coupe en 2008, à chaque fois perdu face au Dinamo.
En 2010, il rejoint la Russie et le Spartak GM pour un contrat de deux ans. Dès sa première année, il est repéré par le Krasny Yar, mais doit attendre la fin de se contrat en 2011 pour rejoindre le club de Krasnoïarsk. En 2013, il est élu meilleur joueur du championnat russe par ses pairs. L'année suivante, il se fait remarquer en sélection nationale, inscrivant 10 essais, soit le second plus grand total pour l'année 2014, derrière Julian Savea (11 essais), et à égalité avec Yoshikazu Fujita.
Il va finir sa carrière avec Krasny Yar, remportant trois Coupes de Russie et deux championnats de Russie. En 2019, il doit quitter le club et mettre un terme à sa carrière à la suite d'une blessure à l'épaule.
En 2022, il sort de sa retraite à l'occasion d'un match international face au Danemark. Titulaire en troisième ligne centre, ce retour est couronné de succès, la Moldavie s'imposant 27 à 19.

## Palmarès
- Championnat de Russie de rugby à XV 2013, 2015
- Coupe de Russie de rugby à XV 2013, 2015, 2018

## Statistiques

### En sélection
| Année | Compétition      | Matchs | Points | Essais | Transf. | Drops | Pénal. |
| ----- | ---------------- | ------ | ------ | ------ | ------- | ----- | ------ |
| 2010  | ENC 1B 2010-2012 | 1      | 10     | 2      | -       | -     | -      |
| 2011  | ENC 1B 2010-2012 | 5      | 15     | 3      | -       | -     | -      |
| 2012  | ENC 1B 2010-2012 | 2      | -      | -      | -       | -     | -      |
| 2012  | ENC 1B 2012-2014 | 1      | -      | -      | -       | -     | -      |
| 2013  | ENC 1B 2012-2014 | 5      | 20     | 4      | -       | -     | -      |
| 2014  | ENC 1B 2012-2014 | 2      | 15     | 3      | -       | -     | -      |
| 2014  | ENC 1B 2014-2016 | 2      | 35     | 7      | -       | -     | -      |
| 2015  | ENC 1B 2014-2016 | 3      | 10     | 2      | -       | -     | -      |
| 2016  | ENC 1B 2014-2016 | 2      | -      | -      | -       | -     | -      |
| 2016  | RET 2016-2017    | 3      | 20     | 4      | -       | -     | -      |
| 2022  | REC Conf 2 Nord  | 1      | -      | -      | -       | -     | -      |
| Total | Total            | 27     | 125    | 25     | -       | -     | -      |

| Essai | Adversaire | Lieu                                      | Compétition      | Date             | Résultat | Score |
| ----- | ---------- | ----------------------------------------- | ---------------- | ---------------- | -------- | ----- |
| 2     | Pologne    | Narodowy Stadion Rugby, Gdynia            | ENC 1B 2010-2012 | 14 novembre 2010 | Victoire | 25-36 |
| 1     | Tchéquie   | Stade Dinamo (en), Chisinau               | ENC 1B 2010-2012 | 19 mars 2011     | Victoire | 24-16 |
| 2     | Allemagne  | Stade Dinamo (en), Chisinau               | ENC 1B 2010-2012 | 2 avril 2011     | Victoire | 28-15 |
| 1     | Pologne    | Stade Dinamo (en), Chisinau               | ENC 1B 2012-2014 | 13 avril 2013    | Victoire | 24-20 |
| 2     | Suède      | Stade Dinamo (en), Chisinau               | ENC 1B 2012-2014 | 9 novembre 2013  | Victoire | 50-20 |
| 1     | Allemagne  | Stade Dinamo (en), Chisinau               | ENC 1B 2012-2014 | 16 novembre 2013 | Victoire | 30-15 |
| 1     | Pologne    | Stadion ROSRRiT w Siedlcach (pl), Siedlce | ENC 1B 2012-2014 | 5 avril 2014     | Victoire | 12-21 |
| 2     | Ukraine    | Stade Dinamo (en), Chisinau               | ENC 1B 2012-2014 | 12 avril 2014    | Victoire | 28-8  |
| 4     | Pologne    | Stade Dinamo (en), Chisinau               | ENC 1B 2014-2016 | 15 novembre 2014 | Victoire | 48-25 |
| 3     | Suède      | Stade Dinamo (en), Chisinau               | ENC 1B 2014-2016 | 22 novembre 2014 | Victoire | 57-8  |
| 2     | Suède      | Lindängens IP, Malmö                      | ENC 1B 2014-2016 | 7 novembre 2015  | Victoire | 7-25  |
| 3     | Ukraine    | Stadionul Central, Anenii Noi             | RET 2016-2017    | 12 novembre 2016 | Victoire | 54-10 |
| 1     | Suisse     | Stade municipal, Yverdon-les-Bains        | RET 2016-2017    | 12 novembre 2016 | Défaite  | 29-26 |